# Inostemma curtum
Inostemma curtum är en stekelart som beskrevs av Szelényi 1938. Inostemma curtum ingår i släktet Inostemma och familjen gallmyggesteklar. Arten är reproducerande i Sverige. Inga underarter finns listade i Catalogue of Life.